# Liberty Truck

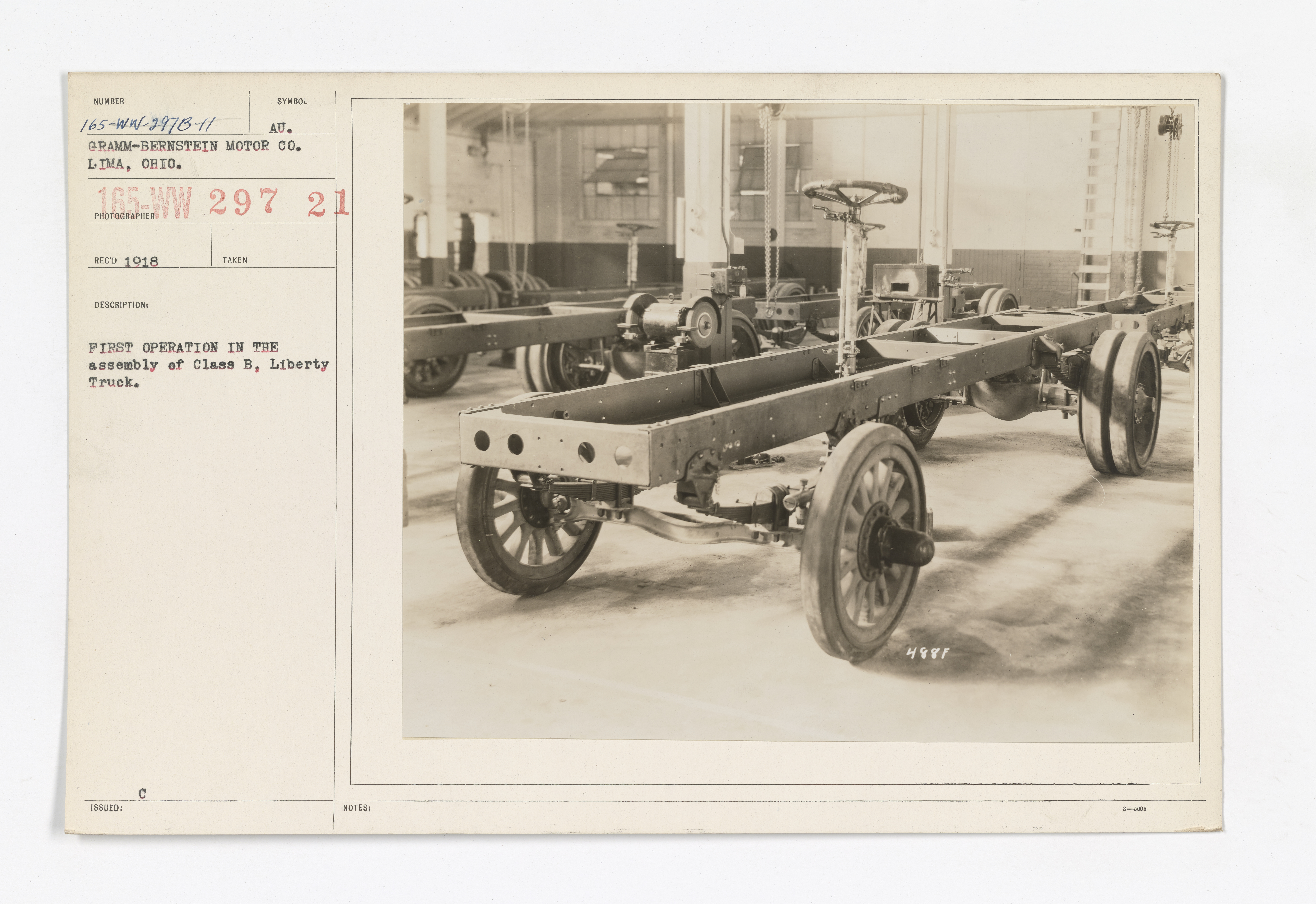
Productie van de vrachtwagen bij Gramm-Bernstein Motor Co.

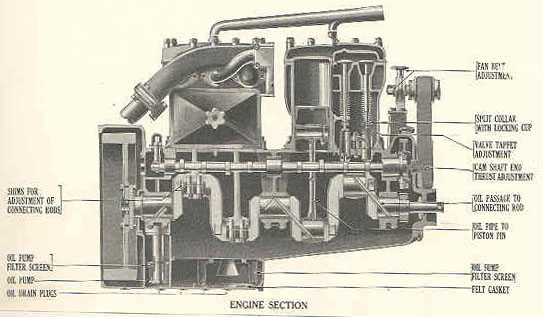
Benzinemotor

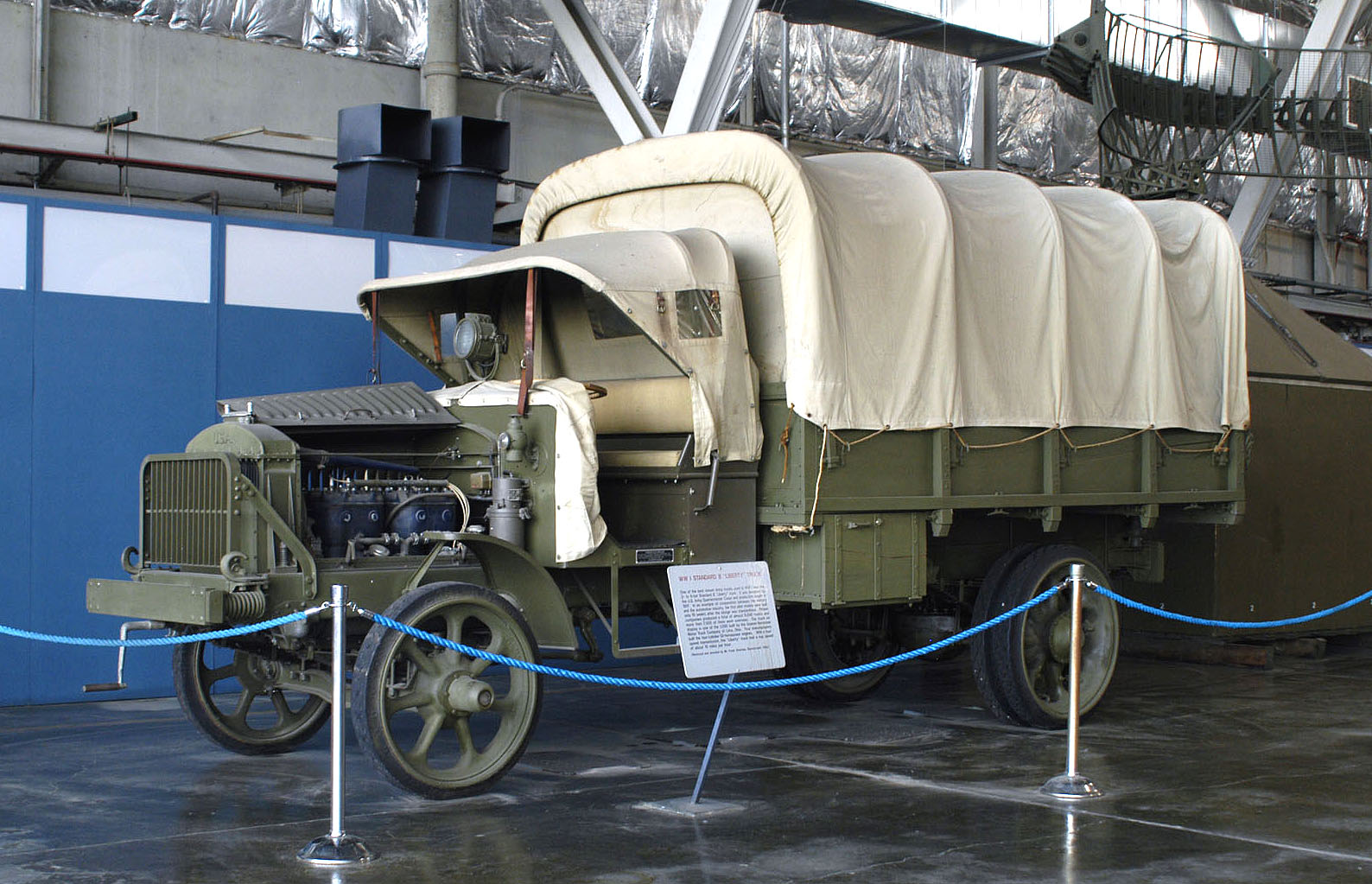
Gerestaureede vrachtwagen

De Liberty Truck, officieel aangeduid als Class-B Standardized Military Truck, was een zware vrachtwagen die voor het Amerikaanse leger is geproduceerd tijdens de Eerste Wereldoorlog. 

## Geschiedenis
De vrachtwagen werd in 1917 ontworpen door het Quartermaster Corps met hulp van de Society of Automotive Engineers. Het leger kampte met een grote hoeveelheid verschillende voertuigen en daarmee reserveonderdelen. Het Amerikaanse leger wilde niet alleen standaardiseren, maar ook een vrachtwagen maken met de beste kenmerken van de beschikbare zware vrachtwagentechnologie. Het was het eerste officiële gestandaardiseerde motorvoertuig dat door het Amerikaanse leger werd aangenomen en geproduceerd.
Het was de bedoeling om een serie van vrachtwagens te ontwikkelen, bestaande uit de volgende modellen:
- Liberty Standard AA 3/4 ton; 4×2 (Model AA)
- Liberty Standard A 2 ton; 4×2 (Model A)
- Liberty Standard B 3 ton; 4×2, dubbele banden achter (Model B)
- Liberty Standard C 5 ton; 6×2, twee achterassen met dubbele banden (Model C)

Alleen Model B was echter gereed voor serieproductie. Model A en AA zijn niet verder gekomen dan de ontwerpfase en in 1919 en 1920 werden enkele prototypes van Model C gebouwd.
De eerste twee prototypes van het Model B verschenen 69 dagen nadat het ontwerp medio 1917 was afgerond. Deze korte tijd was mogelijk omdat er zoveel als mogelijk gebruik werd gemaakt van bestaande onderdelen en componenten. De B-vrachtwagens hadden een laadvermogen van drie tot vijf ton.
Beide prototypes reden een afstand van ruim 400 mijl van hun assemblagelocaties naar Washington D.C., waar ze op 19 oktober 1917 aankwamen. De reis was goed verlopen, er waren geen reparaties onderweg nodig en ze kwamen zonder grote gebreken aan. Na een paar kleine wijzigingen in het ontwerp en technische aspecten, begon in januari 1918 de productie. De fabrikanten kregen 600 Amerikaanse dollar per vrachtwagen.
De onderdelen werden geproduceerd door 150 verschillende leveranciers en assemblagecontracten werden toegekend aan 15 bedrijven. Van de 9364 exemplaren die vóór de wapenstilstand werden geproduceerd, bereikten er maar weinig Frankrijk. De eerste vrachtwagens arriveerden begin oktober 1918.
| Fabrikant                           | 1917 | 1918/19 |
| ----------------------------------- | ---- | ------- |
| Bethlehem Motor Truck Company       | -    | 675     |
| Brockway Motor Trucks               | -    | 587     |
| Diamond T Motor Car Company         | -    | 638     |
| Garford Company                     | -    | 978     |
| Gramm-Bernstein Motor Co.           | 1    | 1000    |
| Indiana Truck Corporation           | -    | 475     |
| Kelly-Springfield Truck & Bus Corp. | -    | 301     |
| Packard                             | -    | 5       |
| Pierce-Arrow                        | -    | 975     |
| Republic Motor Truck Company        | -    | 967     |
| Selden-Hahn Motor Truck Corp.       | 1    | 1000    |
| Service Motors                      | -    | 337     |
| Sterling Trucks                     | -    | 479     |
| U.S. Motor Truck                    | -    | 490     |
| Velie                               | -    | 455     |
| Totaal                              | 2    | 9362    |

Contracten voor nog eens 43.000 voertuigen werden in december 1918 geannuleerd en de productie van vrachtwagens werd in 1919 volledig stopgezet. Na de oorlog werden veel Liberty Trucks verkocht op de civiele markt en aan andere legers. De vrachtwagens werden gebruikt door Polen in de Pools-Russische Oorlog (1919-1921) en door de Amerikaanse expeditielegermacht in Siberië.
Het Amerikaanse leger bleef ze ook gebruiken al werden ze in de loop der tijd aangepast zoals andere motoren en luchtbanden. In de jaren 1930 zijn ze buiten dienst gesteld.

## Techniek
De vrachtwagen kreeg een viercilinder benzinemotor met een vermogen van 52 pk. Ongeveer de helft van alle motoren werd geleverd door Continental Motors Company. Met een versnellingsbak met vier versnellingen vooruit lag de topsnelheid op ongeveer 15 mijl per uur (24 km/h). Er was alleen aandrijving op de achterwielen.
Het verbruik was ongeveer 3,5 tot 7 mijl per US gallon, afhankelijk van het terrein en snelheid. De brandstofcapaciteit was 22 gallons, verdeeld over een brandstoftank op het dashboard en een grotere reservetank onder de bestuurderszitplaats.